# Cuirasat

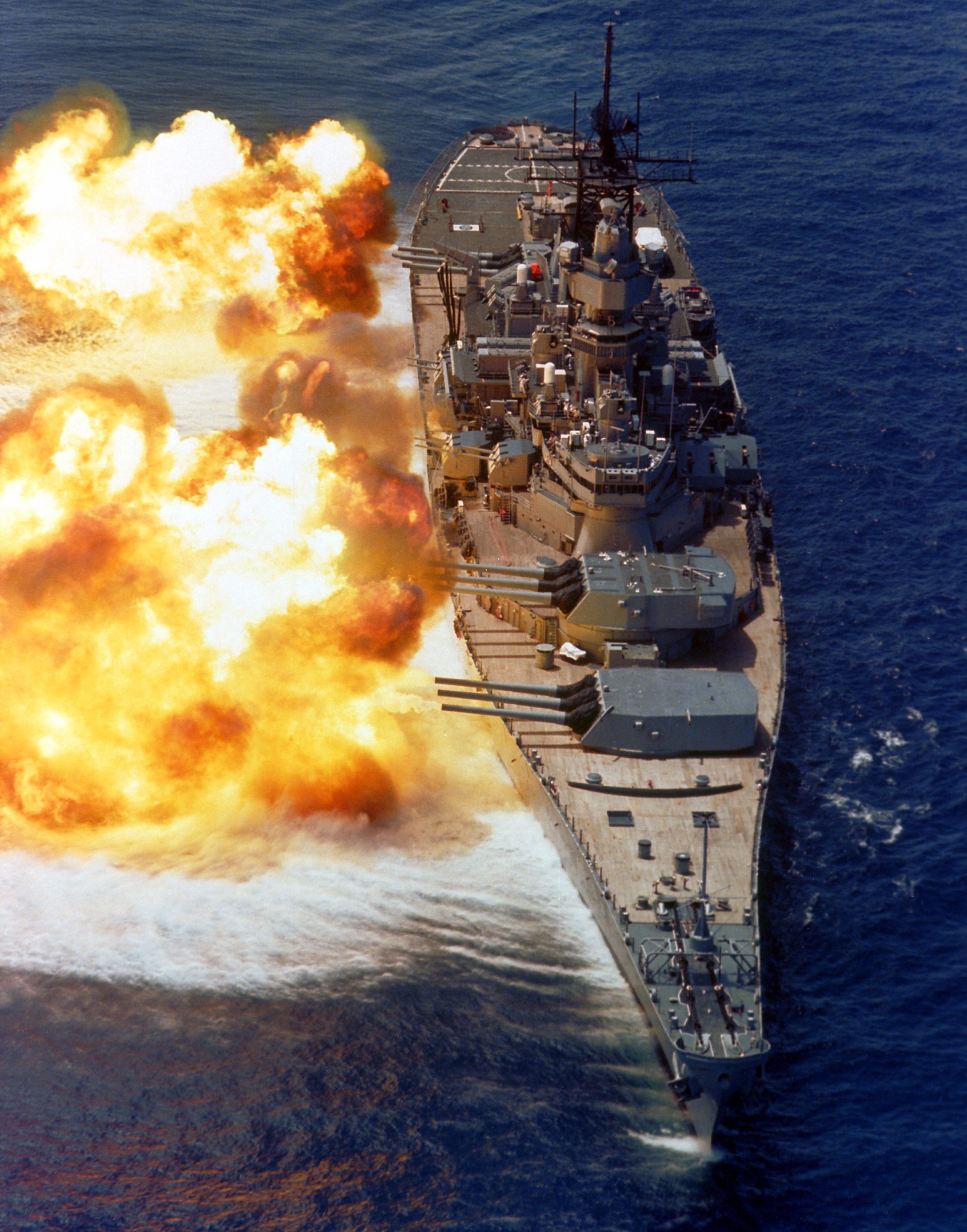
Demonstrație a puterii de luptă a navei USS Iowa, (1982)

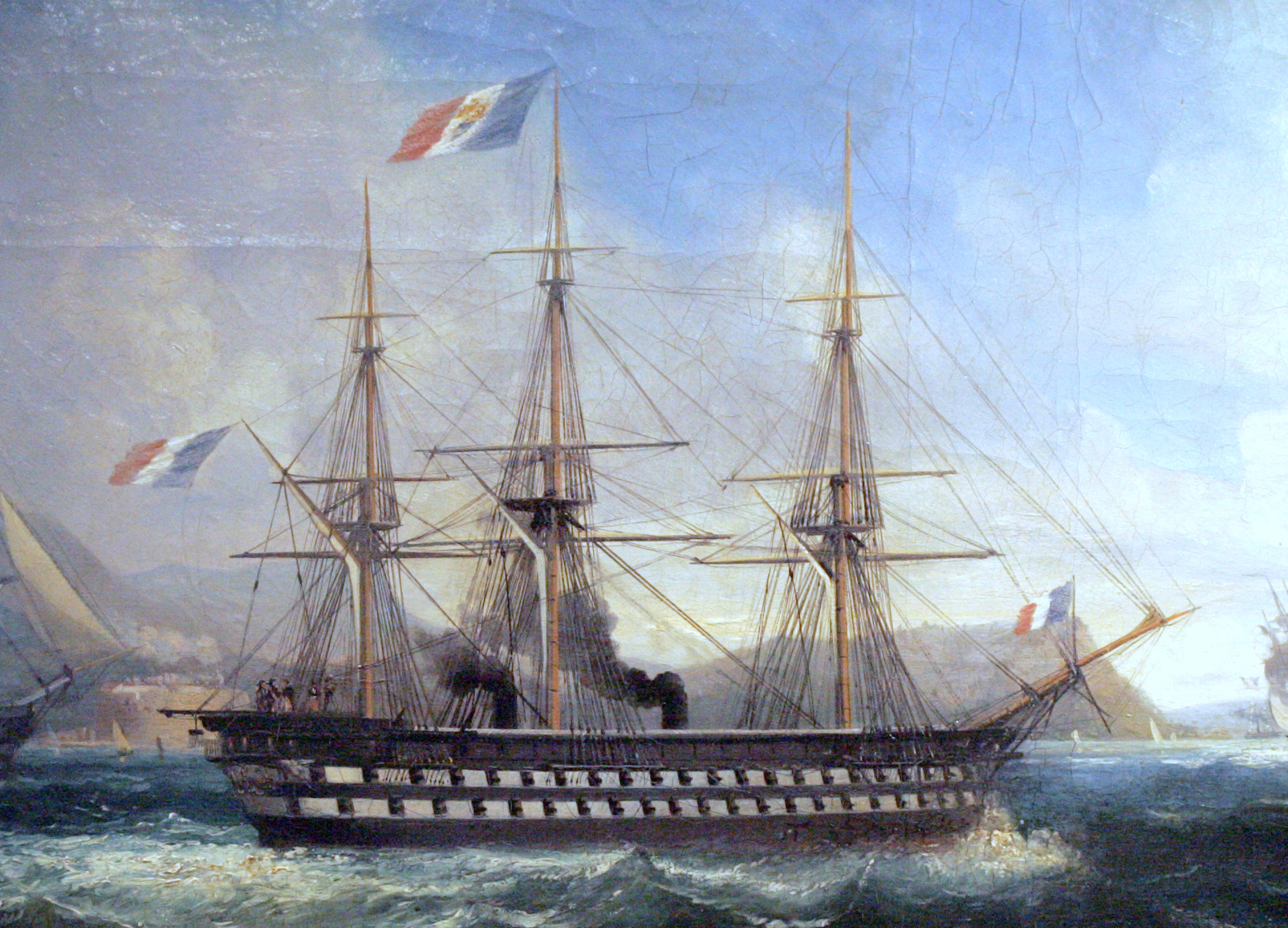
Primul cuirasat, nava Le Napoléon (1850)

Un cuirasat este o navă de război foarte mare, blindată, cu o baterie de tunuri principale cu calibru mare. Cuirasatele sunt mai mari, mai bine armate și mult mai blindate decât crucișătoarele și distrugătoarele. Ca cele mai mari nave armate dintr-o flotă, au fost utilizate frecvent în luptă pentru supremația maritimă și au reprezentat apogeul puterii unor națiuni navale din secolul al XIX-lea până în al Doilea Război Mondial. Odată cu creșterea puterii aeriene și dezvoltarea rachetelor teleghidate, tunurile mari nu mai sunt considerate necesare pentru a stabili superioritatea navală, și, ca urmare, nu mai există azi niciun cuirasat de luptă în serviciu activ.
Cuirasatele au devenit simbolul dominării navale și puterii naționale și pentru decenii cuirasatul a fost un factor important atât în diplomație și în strategia militară.  După publicarea cărții lui Alfred Thayer Mahan intitulată The Influence of Sea Power upon History, 1660–1783 în construcția cuirasatelor a început o cursă a înarmărilor la nivel mondial.
Această cursă a înarmărilor a culminat în bătălia decisivă din Strâmtoarea Tsushima în 1905; rezultatul bătăliei influențând în mod semnificativ  proiectarea navei HMS Dreadnought.

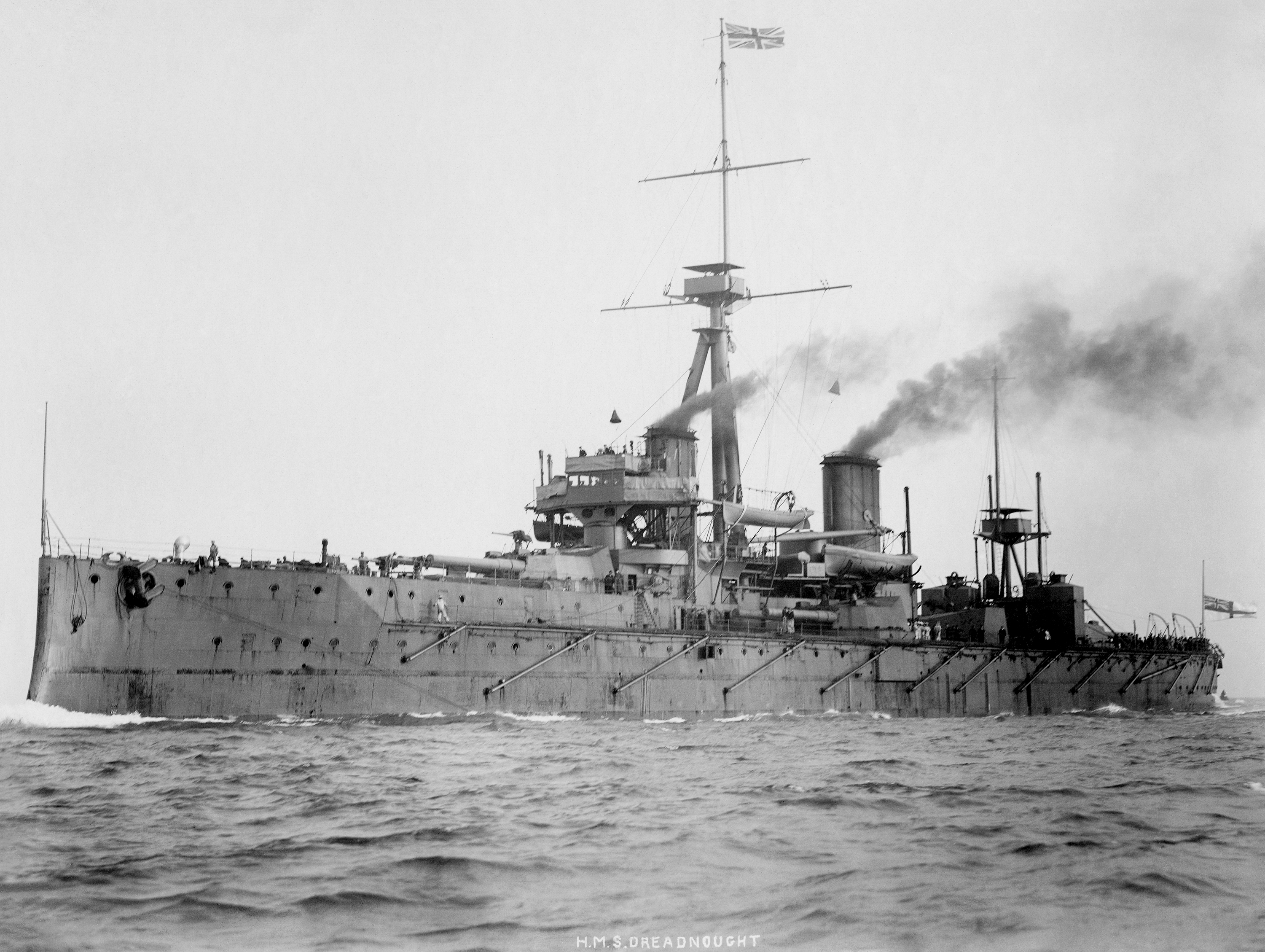
Cuirasatul HMS Dreadnought cu cele 10 tunuri de 305mm și blindaj de 100-280mm a stabilit standardul în proiectarea cuirasatelor.

Lansarea la apă a navei britanice HMS Dreadnought în 1906 a revoluționat conceptul cuirasatelor, stabilind un standard în această categorie, dar declanșând și o cursă a înarmărilor, fiind considerat pe scară largă că ar fi fost cauza indirectă de declanșare a Primului Război Mondial. Rivalitatea dintre puterile maritime, în primul rând între Marea Britanie și Imperiul German la începutul secolului al XX-lea a condus la construirea a aproape șaptezeci de cuirasate în mai puțin de zece ani. Bătălia Iutlandei (Skaggerak) a fost bătălia în care s-au confruntat cel mai mare număr de nave de acest tip. După războiul din anii 1914-1918, tratatele au limitat construcția acestor nave aproape timp de cincisprezece ani, ceea ce nu a împiedicat folosirea lor, atât ale celor vechi și ale celor noi în timpul celui de-al Doilea Război Mondial.
Tratatele navale din anii 1920 și anii 1930 au limitat numărul cuirasatelor, deși inovațiile tehnice în domeniul proiectării navelor de război au continuat. Atât aliații cât și Puterile Axei au folosit cuirasate în timpul celui de-al Doilea Război Mondial.
Valoarea cuirasatelor a fost pusă la îndoială, chiar și în timpul perioadei lor de maximă importanță. 
În ciuda sumelor imense cheltuite pe cuirasate, au existat foarte puține lupte între cuirasate. Chiar și cu puterea lor de foc și protecție enormă, cuirasatele erau din ce în ce mai vulnerabile la unele arme de artilerie mult mai mici, muniție mai ieftină și ambarcațiuni de mai mici dimensiuni: inițial la torpile și mine navale, apoi avioane și mai târziu și la rachete ghidate  Gama tot mai mare de lupte navale a dus la înlocuirea cuirasatelor cu portavioane, care au devenit în timpul celui de-al Doilea Război Mondial navele principale ale flotelor, ultimul cuirasat care a fost lansat la apă fiind HMS Vanguard, în 1944. 
Doar  marina americană a păstrat cuirasatele din clasa Iowa în anii 1970 în arsenal în perioada Războiului Rece pentru puterea lor de foc înainte de a fi retrase în anii 2000, folosindu-le împotriva unor ținte terestre în Coreea, Vietnam și Orientul Apropiat.
Vârful dezvoltării a fost cuirasatul japonez Yamato cu un deplasament de 73.900 tone, blindaj de 650mm, viteză de 27,5 noduri și un personal de 2.200 oameni, care a fost scufundat de avioanele americane la sfârșitul celui de-al Doilea Război Mondial.